# Carrer dels Serrans
El carrer dels Serrans és una via urbana històrica del centre de València. Està situat entre el carrer de la Blanqueria, a les Torres dels Serrans i el carrer dels Cavallers. A l'antigor, constituïa la principal entrada a la ciutat des del nord i encara avui en dia té una gran importància durant les festes, en especial el dia de la crida. El carrer rep el nom de la comarca dels Serrans, cap a on es disposa la porta dels Serrans i el carrer que hi naix.
El carrer, un dels més antics de la ciutat, passa per davall de les Torres dels Serrans, si bé el trànsit motoritzat ha de vorejar-les per fora. Al final del carrer està la Plaça de Manises on se situa el Palau de la Generalitat Valenciana i la Diputació Provincial. És l'únic carrer recte d'aquesta part de la ciutat, la resta sent típicament medievals, és a dir, més estrets i curts. Així mateix fa de línia divisora entre el Barri del Carme i el barri de la Seu.